# Il lavoro che si fece da sé
Il lavoro che si fece da sé è un racconto popolare Ewe proveniente dall'attuale Ghana sudorientale, dal Togo meridionale e dal Benin sudoccidentale, che appartiene al genere delle storie narrate per divertire che non nascondono un finale elaborato con intenti moraleggianti.
Talvolta questo genere è stato influenzato dalla cultura europea e islamica, però i racconti a fine di intrattenimento e di divertimento si sono africanizzati, basti pensare ai contesti nei quali vengono raccontati e alle loro modalità espressive e narrative (valga per tutti come esempio la figura chiave del cantastorie).

## Trama
Sia la iena sia il gatto perdono il loro unico figlio e decidono di cambiare aria e trasferirsi in un altro luogo. Tutte e due finiscono, senza saperlo, nello stesso posto e quasi per una sorta di telepatia effettuano a turno alcuni lavoretti, come strappare l'erba, spazzare il terreno, piantare dei paletti e costruire una vera e propria tana, che l'altro aveva solo pensato. Alla fine la loro casetta è pronta e vi entrano contemporaneamente per trasferire lì i loro averi e le loro famiglie, ma, nello stesso istante, entrambi rompono un oggetto e questo fatto li spaventa e li mette in fuga. Finalmente, mentre scappano, i due protagonisti della storia si incrociano e si scambiano due battute, però da quel giorno fuggono e non si guardano più in faccia.